# 哥本哈根—灵斯泰兹高速铁路
哥本哈根－灵斯泰兹高速铁路（丹麥語：København-Ringsted-banen，中文又称：“哥灵高铁”、“丹麦哥灵高铁”）是位于丹麦西兰岛的一条高速铁路，同时是丹麦第一条以新建铁路为主的高速铁路，连接哥本哈根和灵斯泰兹。2012年9月12日奠基，2019年5月31日举行开幕典礼。设计速度250千米/小时，设计最小发车间隔为2.5分钟。哥灵高铁开通后，哥本哈根和灵斯泰兹间的交通状况得到了较大的改善，旅行时间亦随之大幅缩短。因新式的第二代欧洲列车控制系统安装不顺利，因而在开通初期限速180千米/小时。待2023年第二代欧洲列车控制系统启用后，哥灵高铁将以250千米/小时的设计速度运营。本次工程中除新建高铁线外，还包括一座新建车站“克厄北站”，其余车站也做了相应的改建。

## 车站和线路
| 站名             | 里程     |
| ---------------- | -------- |
| 哥本哈根火车总站 | 0千米    |
| 哥本哈根南站     | 4.6千米  |
| 克厄北站         | 35.5千米 |
| 灵斯泰兹站       | 60千米   |

哥灵高铁大致呈东北—西南走向。东北起哥本哈根火车总站，经既有线到达哥本哈根南站（位于哥本哈根市区）。过哥本哈根南站后各部分为高铁新线，大致与丹麦21号国道和欧洲E20公路平行。经伊斯霍伊市镇，到达新建车站克厄北站，最终到达终点站灵斯泰兹站。其中，哥本哈根火车总站、哥本哈根南站、灵斯泰兹站为改建既有车站，克厄北站为新建车站。哥灵高铁还与通往德国设计速度为180千米/小时的既有线相连。

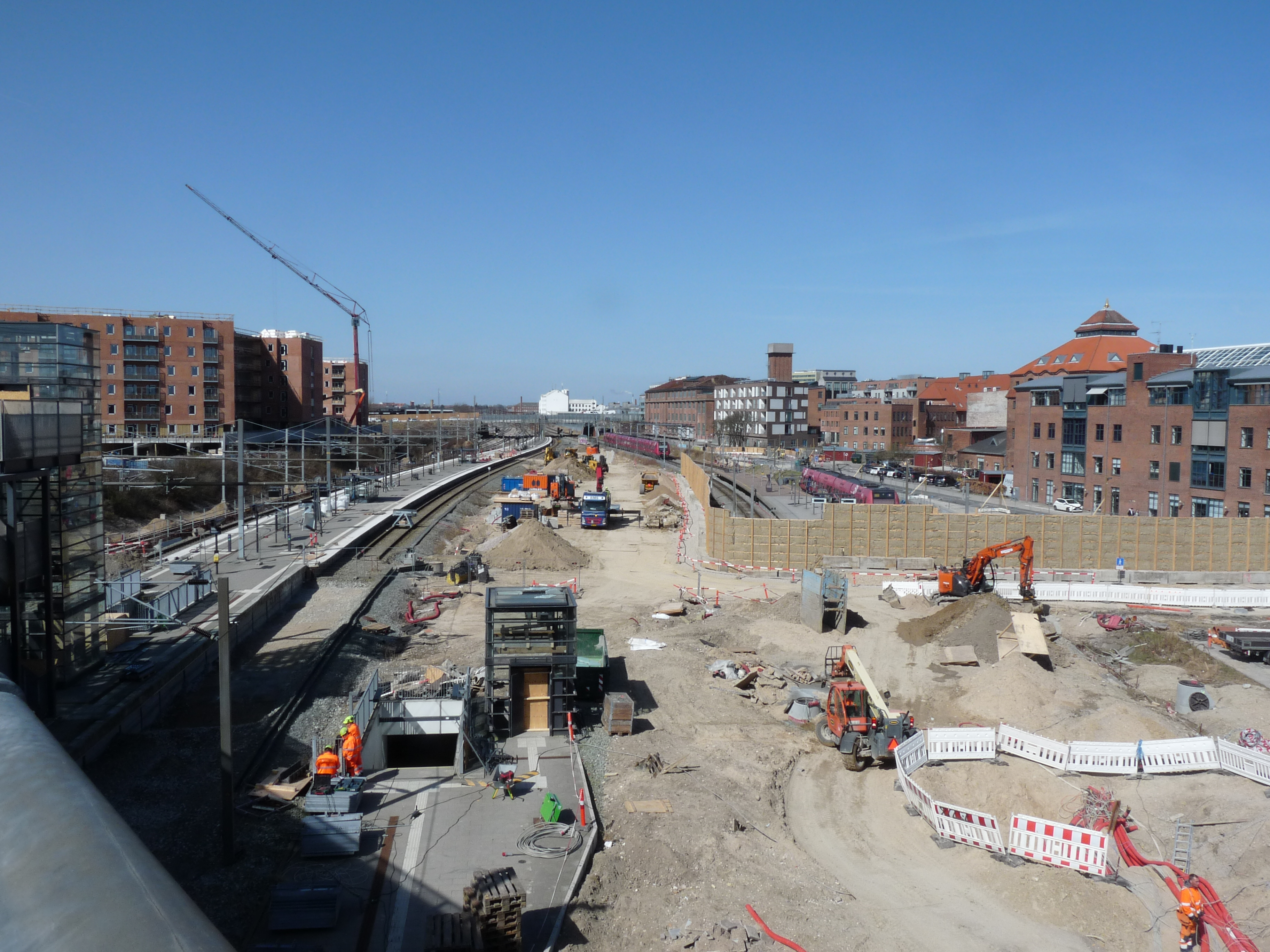
建设中的哥本哈根南站高铁站台（左侧站台），2018年4月11日拍摄，照片拍摄时该站称新埃勒比约站。

哥本哈根南站在本次工程中加建了高铁站台，该站还可无缝换乘哥本哈根市郊铁路，未来还可换乘哥本哈根地铁。
克厄北站是位于克厄市镇北部的新建车站。同时有哥灵高铁和哥本哈根市郊铁路所属的克厄湾铁路经过。股道大致呈南北走向。值得注意的是，克厄北站股道不是连续设置，而是被克厄湾高速公路分隔为东西两部分。西半部分为高铁使用部分，东半部分为哥本哈根市郊铁路使用部分。一座长225米的封闭式人行天桥连接克厄北站的各个站台。
哥灵高铁全线共新建5条隧道，隧道部分总长度2千米；4座桥梁，桥梁部分总长度1.8千米，采用全立交道口设计。工程共使用12.8万立方米混凝土、10.5万吨钢材、35.8万立方米砾石。

## 历史

### 背景
20世纪90年代，既有丹麦西线铁路哥本哈根至灵斯泰兹段已难以满足日益增长的交通压力，因而提出了多项解决方案。  1993年官方首次正式做出修建新建高速铁路“哥灵高铁”的规划，早期还曾计划经维兹奥勒和措斯楚普修建高铁新线。1994年—1997年间，有关方面提出了多个哥本哈根至灵斯泰兹间的铁路提速、扩容方案，包括修建复线高铁新线。
1997年丹麦国会审议哥本哈根至灵斯泰兹间的铁路提速、扩容规划时，曾考虑过以下3个方案：
- 在既有线上增建2线。
- 修建连接哥本哈根经克厄至灵斯泰兹的高铁新线，并在克厄新建一座火车站。[2]
- 折中上述两个方案。

1999年3月，上述方案被丹麦国会否决，相关人士开始研究新的方案。 丹麦工程顾问公司NIRAS也是哥灵高铁规划的参与方之一。
根据2005年的一份官方文件，哥灵高铁预计工期为5到8年，预计建设成本18.3亿美元。

### 选线
2007年3月，丹麦国会再次审议哥本哈根至灵斯泰兹间的铁路提速、扩容规划时同时研究了高铁新线方案和改建既有线方案。2009年底官方决定采用高铁新线方案，放弃改建既有线方案，尽管改建既有线方案成本更低。2020年5月高铁新线方案获国会批准。
选定的高铁新线线路将在克厄市镇北部新建克厄北站，同时不经过罗斯基勒、不停靠小站。小站周边区域的出行问题将采用升级既有线的方式解决。哥灵高铁建成后，哥本哈根至克厄的交通时间将缩短至15分钟。哥灵高铁全长60千米，设计速度250千米/小时，这一项目是主管单位丹麦国家铁路局同时期主持的规模最大的项目。
哥灵高铁同时是丹麦主要城市间高铁1小时交通圈规划的一部分。规划中的丹麦主要城市间高铁1小时交通圈覆盖城市包括哥本哈根、欧登塞、奥胡斯、奥尔堡等。

### 建设
2011年1月，在丹麦国家铁路局的组织下与Vössing、EKJ工程顾问公司、瑞典工程顾问集团、阿特金斯集团一同组建了联合设计团队。丹麦国家铁路局将该项目分别发包给多个施工企业，每个施工企业分别获得了3000万至2亿丹麦克朗的合同。
2012年9月12日，哥灵高铁在时任丹麦交通部部长亨里克·达姆·克里斯滕森 的主持下举办开工典礼，官方同时宣布这将是丹麦大幅改善对外交通的开端。2016年9月，克厄北站开工；与此同时在灵斯泰兹举办铺轨仪式，亨里克·达姆·克里斯滕森再次出席。铺轨工作于2017年5月完成。
2017年1月，灵斯泰兹站开始相关改建工程。灵斯泰兹与克厄间重建了24千米长的铁路。
2017年5月开始信号系统安装工作。信号系统安装期间发现新式的欧洲列车控制系统与丹麦既有铁路车辆不兼容，因而在开通初期仍使用老式列车自动控制系统。这使得发车间隔加长至1小时。开通初期使用老式列车自动控制系统期间限速180千米/小时。待2023年第二代欧洲列车控制系统启用后，哥灵高铁将以250千米/小时的设计速度运营。
2018年8月，主体工程完工，同年8月底车辆上线测试。

### 开通
2019年5月31日，设计速度250千米/小时的哥灵高铁在丹麦王储弗雷德里克主持下举行开幕典礼。运营方丹麦国家铁路在开通初期仍在哥灵高铁上使用既有准高速列车。

## 外部連結
- 丹麦国家铁路局官网对哥灵高铁的介绍（页面存档备份，存于）（丹麦语）